# Abbazia di San Filippo (Lauria)
L'abbazia di San Filippo è stato un antico complesso monastico che sorgeva nell'omonima località sita nel comune di Lauria, e fondato nella seconda metà del X secolo. Della struttura, in rovina sin dal XVII secolo, non restano che pochi ruderi, identificabili nei resti della grancia. Il monastero fu uno dei centri più importanti della cultura greco-ortodossa dell'area lucana, congiuntamente ai plessi di Sant'Elia (in territorio di Carbone) e di Santa Maria (in territorio di Cersosimo).

## Storia

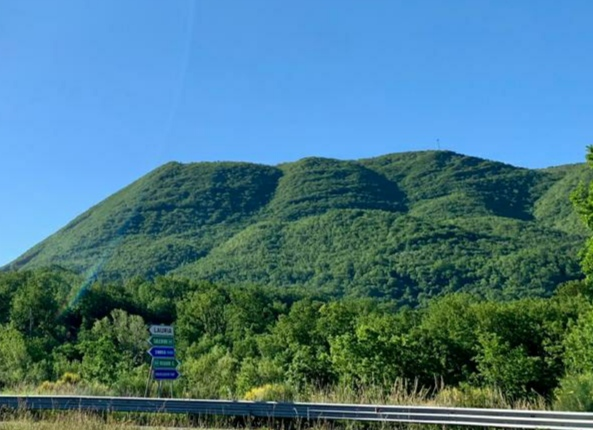
La serra di San Filippo

La fondazione dell'abbazia si attribuisce a San Saba, il quale, nel risalire attorno al 960 la penisola proveniente dalla Sicilia, fece tappa nell'eparchia del Mercurion, verso i confini del Laccus Nigrus (Lagonegro), così chiamato perché città longobarda di rito latino. Infatti, al tempo la valle del Noce segnava il confine tra territori della Calabria bizantina e la Langobardia minor. Come riporta Oreste, patriarca di Gerusalemme, nella sua agiografia su San Saba, il santo «eresse con le sue proprie mani l'oratorio dell'apostolo Filippo» (in realtà non si tratta dell'apostolo, bensì del  "siriaco", come è anche conosciuto il santo di Agira). In origine il cenobio presentava dimensioni modeste, risultando in un piccolo oratorio; i primi occupanti furono sicuramente i religiosi di culto lavriotico (una delle tipologie di ascesi praticata dai monaci basiliani) presenti sul territorio, in particolare in quella zona a ridosso del costone detto dell'Armo (dal greco ἔρημος, "solitario, deserto") disseminato di grotte nelle quali vivevano questi eremiti. Non a caso, a ridosso di questi luoghi si svilupperà a partire dall'XI sec. un primo nucleo abitato che prenderà il nome di Lauria, la cui etimologia è da ricondursi al culto che ivi veniva seguito.
L'abbazia si affermò come uno dei centri propulsori di cultura e religione a partire dall'XI secolo, favorito dalla volontà del catapano di istituzionalizzare la figura dell'abate, in modo da renderlo un funzionario imperiale; di conseguenza, la sede di dimora dell'abate accrebbe volumi e possedimenti del monastero, giungendo nei secoli successivi ad accogliere circa sessanta monaci. 
L'Abbazia, peraltro, sorgeva in un punto strategico e inaccessibile. Per circa quattro secoli visse con giurisdizione autonoma, come "Badia Nullius".
Ma,con l'abbandono del rito greco-ortodosso, cominciò il lento declino.
Quando nel 1812, in epoca murattiana, il commissario ripartitore Angelo Masci relazionò sui beni appartenuti all'allora già scomparsa abbazia, riportò un "demanio ecclesiastico" dell'estensione di «tomoli 300 boscosi e montuosi e 50 a coltura». Di esso faceva parte, durante il periodo alto-medievale, l'insediamento abitato posto pochi chilometri più in alto rispetto al sito di insistenza dell'abbazia, nei pressi di località Fabbricato, e ancora oggi conosciuto come "Coro dei monaci" (dal greco chorio, "villaggio").
Sicuramente fino all'anno 1353 il cenobio lauriota esercitò il rito greco-ortodosso, così come attestato da fonti archivistiche vaticane; ma negli anni successivi si realizzò la progressiva sostituzione del rito greco con quello latino, e della presenza monacale dell'ordine di San Basilio con quella benedettina, così come testimoniato da documenti risalenti al 1425, epoca in cui la giurisdizione ecclesiastica dell'abate viene riassorbita dalla diocesi di Policastro.
A ogni modo è risaputo che la totale proibizione della pratica del rito ortodosso, sopravvissuta in quella diocesi cattolica, venne definitivamente sancita dal vescovo della stessa, monsignor Ferdinando Spinelli; tale iniziativa venne seguita da manifestazioni di plateale avversione alla cultura orientale, tanto da aver portato a roghi pubblici dei libri liturgici greci. Viene tuttavia conservato da privati un antichissimo sigillo di piombo, che pare sia stato rinvenuto alla fine del diciannovesimo secolo. 
Negli anni successivi alla proibizione del culto ortodosso, inevitabilmente, l'istituzione abbaziale andò incontro a un lento declino, anche per quanto riguarda l'aspetto strutturale; sotto questo punto di vista, è probabile che l'abbandono definitivo del plesso, che per poco tempo fu frequentato dai benedettini, sia stato accelerato dal fenomeno franoso che avrebbe interessato il costone su cui sorgeva il monastero. 
Prima del rifiorire dell'interesse storiografico sul sito, avvenuto negli ultimi anni, l'abbazia fu menzionata per l'ultima volta più di un secolo fa dallo storico Raffaele Viceconti, il quale riporta un episodio avvenuto ai tempi dell'invasione francese. Secondo lo studioso lauriota le truppe napoleoniche rimossero l'antichissima campana senza tuttavia trafugarla, in quanto la stessa sarebbe stata rivenduta al clero parrocchiale della matrice di San Nicola, nel rione superiore della cittadina valnocina, ed essendo ancora oggi uno dei bronzi custoditi nella torre campanaria.

## Relazione di don Filippo Fittipaldi

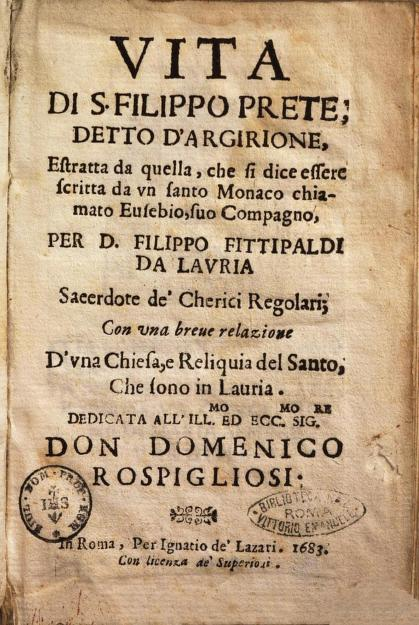
Frontespizio della "Vita di San Filippo Prete", opera di don Filippo Fittipaldi

Una fonte per conoscere cosa fu l'abbazia è la  Vita di San Filippo prete, detto d'Argirione. scritta nel 1683 da don Filippo Fittipaldi, sacerdote di origine lauriota ma che trascorse gran parte della sua vita a Roma, contemporaneamente al cardinal Lorenzo Brancati. L'opera, di cui sopravvivono solo due esemplari cartacei (custoditi, rispettivamente, presso la biblioteca del monastero di  Santa Maria Occorevole. in Piedimonte Matese  e presso la  Biblioteca Giovardiana (archiviato dall'url originale il 28 aprile 2021). di Veroli), ma di cui esiste versione digitalizzata, contiene un'appendice denominata "Relazione d'una chiesa e reliquia del Santo che sono in Lauria", preziosissima descrizione dell'origine e della struttura dell'abbazia, di cui oggi non restano che pochissime tracce, come sottolineato in precedenza. Importanti e dettagliate sono le informazioni riportate nella descrizione del sacerdote lauriota, che comincia col risaltarne «tutte quelle prerogative, che ponno renderla molto riguardevole, e degna di gran venerazione»: tra queste, l'antichità e «la frequenza de' miracoli», ossia una serie di intercessioni di San Filippo volte a proteggere quel luogo santo dalle tentazioni della mondanità. La relazione del Fittipaldi è realizzata già in un periodo di decadenza strutturale del plesso, il cui abbandono egli ipotizza sia da ricondurre al fatto di trovarsi in campagna, e quindi più esposta alle razzie di briganti e filibustieri: ad ogni modo, se ne ricava l'esatta ubicazione («situata un gran miglio fuori dell'abitato, nella foresta, sopra una collina d'alberi fruttiferi, e campo da seminare [...] ha dalla parte di mezzo giorno vicino un molte alto, che dal santo prende la sua denominazione, chiamandosi la montagna di San Filippo»), e notizie sull'architettura della chiesa, evidentemente all'epoca il luogo meglio conservato dell'intera struttura, di mediocre grandezza e con un atrio a essa proporzionato. Al suo interno era possibile ammirare due antiche statue del santo di Argirione, una in stucco colorato e l'altra in legno indorato, «oltre che belle pitture, ed altre cose che l'adornano».
Notevole era la devozione popolare attorno a quel luogo, forte in passato e ancora viva ai tempi della stesura della relazione: il Fittipaldi non manca di riportare la memoria dei riti religiosi e laici che vi si svolgevano all'interno e nei dintorni, come il grande mercato che si svolgeva tra il primo e il dodicesimo giorno di maggio e che richiamava mercanti da tutte le zone circostanti; o la festa in onore del santo, che convogliava moltissimi fedeli presso la chiesa dell'abbazia, anche dopo l'abbandono di questa. La giornata di celebrazione (che da calendario cade il 12 maggio) si apriva con una partecipata processione durante la quale si traslava presso la chiesa abbaziale un'antica statua a mezzobusto del santo, custodita presso la chiesa parrocchiale di San Giacomo Maggiore, nel rione inferiore. Essa aveva incastonata nel petto una preziosa reliquia del santo, nello specifico un dito della mano sinistra, portata a Lauria da Roberto Sanseverino, principe di Salerno, che lo donò alla città lucana - all'epoca al centro del feudo in possesso di quella famiglia nobiliare - attorno al 1470. 
La festa era molto sentita su tutto il territorio del suffeudo: come appunto riporta il Fittipaldi, «concorreano alla festa a mio tempo molte persone divote da quelle terre circonvicine, ed in particolare dal Castelluccio; onde il concorso non solo era frequente per la divozione de' paesani; ma di più per quella de' forastieri».